# Johan Schmedeman
Johan Schmedeman, född den 2 februari 1653 i Viborg, död den 6 maj 1713 i Stockholm, var en svensk ämbetsman och författare.

## Biografi
Schmedemans farfar var borgmästare i Riga och hans far borgmästare i Viborg. Moderns namn var Catharina Waleriansdotter. Han blev student vid Åbo akademi och auskultant i hovrätten 1672, men reste till Stockholm och blev 1673 kanslist i kansliarkivet, vid utrikesexpeditionen 1675 samt aktuarie i Riksarkivet 1678. 
År 1702 utsågs Schedeman till överpostdirektör efter Samuel Åkerhielm den äldre. Han förordnades 1710 till kansliråd och statssekreterare och innehade samtidigt befattningen som överpostdirektör fram till sin död. Fastigheten Stora Nygatan 44 i Gamla Stan i Stockholm ägdes av Schmedeman och där var Stockholms postkontor inrymt mellan 1703 och 1720. 
Schmedeman adlades 1686. Han följde med kung Carl XI som kanslist under skånska kriget och var närvarande under slagen vid Halmstad, Lund och Landskrona. 
Han skrev flera juridiska arbeten samt kung Karl XI:s och dennes gemåls historia. Schmedeman finns representerad i den svenska psalmboken sedan dess första officiella utgåva 1695 och till dagens psalmbok från 1986, med översättningen av en psalm.

### Psalmer
- Jesus, du min glädje (1695 nr 266, 1986 nr 354) översatt 1655